# España vivirá (1938)
España vivirá (en francés L'Espagne vivra) es una película documental rodada en 1938 dirigida por Henri Cartier-Bresson que trata sobre la guerra civil en España. Fue estrenada en 1939.

## Sinopsis
La película quedó estructurada en tres partes. Una primera parte presenta la presencia militar extranjera en territorio español y cómo su ayuda fue determinante para afianzar la rebelión de Franco. Una denuncia de la política de no intervención decidida por la Sociedad de Naciones y por ende la puesta en valor de la labor militante de los miembros del Secours Populaire Français a favor de la República Española.
La restauración de este documento fue llevada a cabo por la Filmoteca Francesa del Centro Nacional de Cinematografía, bajo la dirección del Ministerio de Cultura de Francia.

## Ficha técnica
- Título: España vivirá
- Guion: Henri Cartier-Bresson[4]
- escribiendo el comentario: Georges Sadoul
- Producción: Secours Populaire Français
- País de origen: Francia
- Formato: Blanco y negro - 1,37:1 -
- Sonido mono
- Género: documental
- Música: Charles Koechlin
- Voz en off: Georges Sadoul
- Formato: 35 mm, B/N.
- Duración: 22 min 54 s.[5][6]
- Fecha de lanzamiento: febrero de 1939 (Francia).[5]